# Сатиры (Луцилий)
«Сати́ры» (лат. Satires) — сборник стихотворений римского поэта Луцилия в 30 книгах, создававшихся со 131 или 130 года до н. э. до смерти автора, примерно, в 102 году до н. э. Порядок сатир не совпадает с хронологическим: раньше остальных были написаны сатиры, составившие книги XXVI—XXIX, а книги XXII—XXV были изданы, по-видимому, после смерти Луцилия. В I веке до н. э. весь комплекс произведений переиздал Валерий Катон (по некоторым данным, он редактировал текст).
Самые ранние книги написаны трохеическими и ямбическими стихами. В книгах XXII—XXV преобладают ямбические дистихи, а остальные книги написаны гекзаметром (в дальнейшем этот размер стал традиционным для латинской сатирической поэзии). Луцилий пишет о нравах своего времени, о политической и литературной жизни Рима, создаёт яркие портреты отдельных современников. Его сатиры всегда отличают критическое отношение к действительности и личностная интонация. 
Луцилий писал главным образом на злобу дня, из-за чего его произведения быстро устаревали. При жизни автора «Сатиры» комментировали Лелий Архелай и Веттий Филоком, в дальнейшем Луцилий существенно повлиял на Ювенала и Персия, а также на Горация, который в одной из своих сатир всё же упрекает его в излишней болтливости и небрежности стиля. Позже он был забыт, от его произведений сохранился только набор фрагментов в составе словаря архаизмов Нонния Марцелла (начало IV века). Всё это было впервые опубликовано в 1597 году Ф. Дузой. В 1904—1905 годах вышло первое научное издание «Сатир». Отдельные фрагменты сохранились очень плохо, и сложились разные традиции их прочтения; кроме того, в разных изданиях по-разному нумеруют отдельные стихи.